# Constant Nieuwenhuys
Pour les articles homonymes, voir Constant.
Constant Anton Nieuwenhuys, né le 21 juillet 1920 à Amsterdam et mort le 1er août 2005 à Utrecht, plus connu sous le nom de Constant, est un peintre néerlandais.

## Biographie
Constant Nieuwenhuys est un des cofondateurs en 1948, avec Karel Appel, Guillaume Corneille, Eugène Brands, Constant Nieuwenhuis, Anton Rooskens et Theo Wolvecamp, du mouvement Experimentele Groep in Holland. Le groupe publie la revue Reflex, anticipant sur la revue Cobra qui va paraître l'année suivante au Danemark, puis en Belgique, puis aux Pays-Bas.
Constant est aussi un des fondateurs du mouvement CoBrA dont il fut le théoricien en développant un programme en six points :
1. Le réalisme, c'est la négation de la réalité.
2. Qui nie le bonheur sur terre nie l'art.
3. Pas de bon tableau sans gros plaisir.
4. La civilisation admet le beau pour excuser le laid.
5. Le meilleur tableau est celui que la raison ne peut admettre.
6. L'imagination est le moyen pour connaître la réalité.

Il fait partie de l'Internationale situationniste de 1958 à 1960, année de sa démission.

## Expositions collectives
- 1953 : Galerie Suzanne Michel, Paris, avec Stephen Gilbert, Claude Goulet, Jean Pons, Selim Turan, François Willi Wendt, Jocelyn Chewett[4].

## Œuvres, musée
À partir de la fin des années 1950, Constant développa son projet urbain New Babylon. Le projet, constitué de dessins et de maquettes, est une œuvre qui tente de réaliser l'utopie d'une ville situationniste. Une exposition rétrospective est présentée en 1974.
Le musée d'Art de La Haye a acheté, après l'exposition, une grande partie des œuvres réalisées par Constant et en présente une sélection dans une salle de l'exposition permanente.

## Cote
- Deux oiseaux, 1949, huile sur toile, 82 × 63 cm, adjugé 478 624 euros[6].